# Cornelia (Roms tunnelbana)
Cornelia är en station på Roms tunnelbanas Linea A. Stationen är belägen i närheten av korsningen mellan Via di Boccea och Circonvallazione Cornelia i stadsdelen (quartiere) Primavalle i västra Rom. Stationen, som är anpassad för funktionshindrade personer, togs i bruk den 1 januari 2000.
Stationen Cornelia har:
- Biljettautomater
- WC
- Rulltrappor
- Hissar

## Kollektivtrafik
- Busshållplatser för ATAC och COTRAL

## Omgivningar
- Piazza di San Giovanni Battista de La Salle
- Piazza Irnerio
- Istituto Dermopatico dell'Immacolata (IDI), Via Monti di Creta
- Piazza dei Giureconsulti
- Via di Boccea
- Forte Boccea